# Parafia św. Stanisława Biskupa i Męczennika w Nowym Jorku
Parafia św. Stanisława Biskupa i Męczennika w Nowym Jorku (ang. St. Stanislaus Bishop & Martyr Parish) – parafia rzymskokatolicka położona w Nowym Jorku, na Manhattanie, w stanie Nowy Jork, Stany Zjednoczone.
Jest ona wieloetniczną parafią na Manhattanie, z mszą św. w j. polskim dla polskich imigrantów. Nadzór klerycki sprawują paulini.
Ustanowiona w 1872 roku, pod wezwaniem św. Stanisława ze Szczepanowa.

## Historia
Parafia św. Stanisława Biskupa i Męczennika jest najstarszą polską parafią w archidiecezji Nowy Jork, a być może najstarszą w stanie Nowy Jork. (Parafia św. Stanisława Biskupa i Męczennika w Buffalo została założona również w tym samym roku).
W 1872 roku kardynał McCloskey wyraził zgodę na założenie parafii polskojęzycznej na Manhattanie i powołał na proboszcza tej parafii ks. Wojciecha Mielcusznego. Ks. Wojciech Mielcuszny doprowadził do wybudowania tymczasowego, drewnianego kościoła przy ulicy Henry 318. Pierwsza msza św. została odprawiona w tym kościele 18 grudnia 1875 roku.
Kamień węgielny pod obecny kościół został poświęcony 27 maja 1900 roku.
3 maja 1901 roku ks. Jan Henryk Strzelecki odprawił pierwszą mszę św., a 19 maja 1901 roku kościół poświęcił arcybiskup M.A. Corrigan oraz biskup J.M. Farley.
W 1924 ks. Feliks Burant został proboszczem parafii. W 1932, widząc trudności parafian, mieszkających w części górnej miasta, w dotarciu do kościoła, zakupił posesję przy 62 East 106 st., którą przebudował na kościół św. Jadwigi.
Ponowne kościół został odnowiony w latach 1989–1990. Pod koniec 1998 odrestaurowano zabytkowe organy piszczałkowe z początku XX wieku. Obecnie co roku odbywa się tam kilka koncertów.

### Duszpasterze
- ks. Wojciech Mielcuszny
- ks. Franciszek Wayman
- ks. Aureliusz Bławczyński
- ks.Józef Mietelski
- ks. Prałat Jan Henryk Strzelecki (1892–1918)[1]
- ks. Feliks Burant (1924–1964)[2]
- ks. Aleksander J. Horembała
- ks. Jan J. Karpiński (1964–1986)[3]
- o. Lucjusz Tyrasiński OSPPE (1986–1996)
- o. Krzysztof Wieliczko OSPPE (1996–2002)
- o. Lucjusz Tyrasiński OSPPE (2002–2006)
- o. Mikołaj Bogdan Socha OSPPE (2006–2011)[4]
- o. Tadeusz Lizińczyk OSPPE (2011–2017)
- o. Rafał Kandora OSPPE (2017–2019)[5]
- o. Karol Jarząbek OSPPE (2019-2022)
- o. Michał Czyżewski OSPPE (od 2022)[6][7]

## Grupy parafialne
- Towarzystwo Najświętszego Imienia Jezusa
- Towarzystwo Św. Stanisława B&M
- Towarzystwo Matki Boskiej Częstochowskiej
- Towarzystwo Św. Weroniki
- Towarzystwo Św. Jadwigi
- Koło Pomocnicze Towarzystwa Najświętszego Imienia Jezusa

## Nabożeństwa w j. polskim
- W dni powszednie: 8.00; 18.00
- Sobota: 8.00
- Niedziela: 8.00; 11.00

## Szkoły
- Sobotnia szkoła j. polskiego im. O. Augustyna Kordeckiego